# 凹唇羊耳蒜
凹唇羊耳蒜（学名：Liparis kawakamii）为兰科羊耳蒜属下的一个种。

## 扩展阅读
維基物種上的相關：凹唇羊耳蒜